# Zahatka
Zahatka lub Zahadka (ukr. Загатка) – wieś na Ukrainie w rejonie radziechowskim obwodu lwowskiego.

## Historia
Pod koniec XIX w. grupa domów wsi Strzemilcze w powiecie brodzkim.